# AT4 (携行対戦車弾)
AT-4は、スウェーデンのサーブAB社が開発した単発使い捨ての滑腔式無反動砲である。アメリカ軍などNATO加盟国の間でM72 LAWの後継装備品として採用されている。
歩兵部隊に対装甲車戦闘能力を与える目的で開発された。弾薬は、あらかじめ発射器に装填された状態で製造され、発射器は射撃後に廃棄される。
現在はサーブ社が旧ボフォース社を買収して生まれた「サーブ・ボフォース・ダイナミクス社」が製造・販売している。
なお、名称のAT-4はその弾頭口径の84mmの英語読み「エイティ・フォー」に由来する。

## 開発

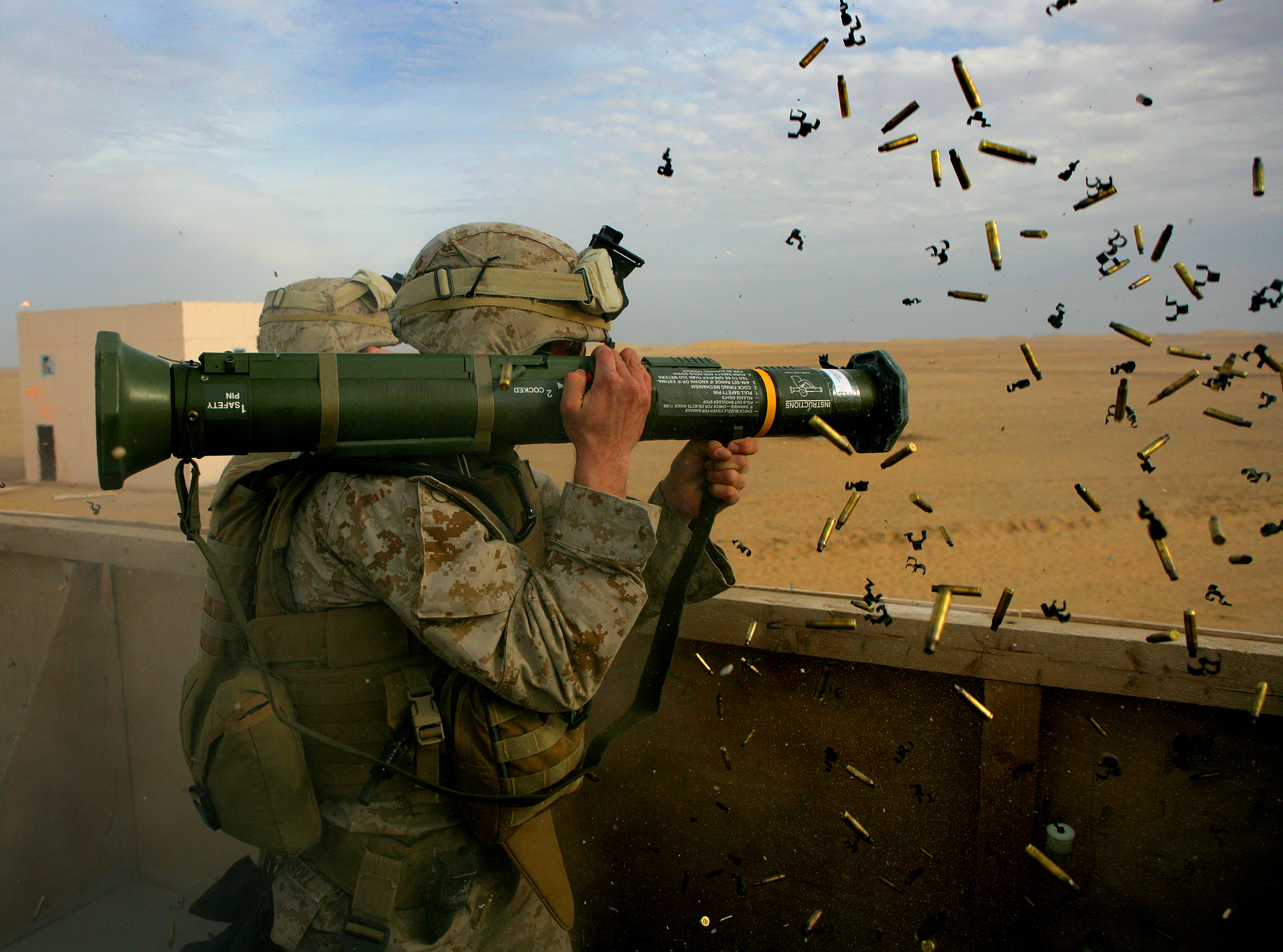
実弾射撃訓練でAT-4を使用するアメリカ海兵隊兵士。射手右掌の後方に、撃発位置へ引き起こされたコッキングレバーが見える。飛散しているのは発射の衝撃で巻き上げられた薬莢や分離式弾帯。

AT-4は、1960年代にスウェーデン軍が装備していた60mm Pskott m/68の発展型である。m/68と同じく、FFV社が設計を担当している。AT-4がスウェーデンに採用される以前より、アメリカ軍の新しい個人携行対戦車弾の競争入札に参加していた。候補はAT-4とドイツ製のArmbrustで、米軍はAT-4に興味を示すと改良要求を出し、これに基づき照準器と負い紐が改修された。その結果、AT-4は米軍に採用され、M136の型式番号を与えられた。
1990年代初頭、口径120mmのタンデム弾頭が、現用戦車の正面装甲を貫通できるかどうかの試験が行われた。しかし、新型弾頭の開発はソ連の解体による防衛予算の縮小によって中止されることとなった。

## 構造

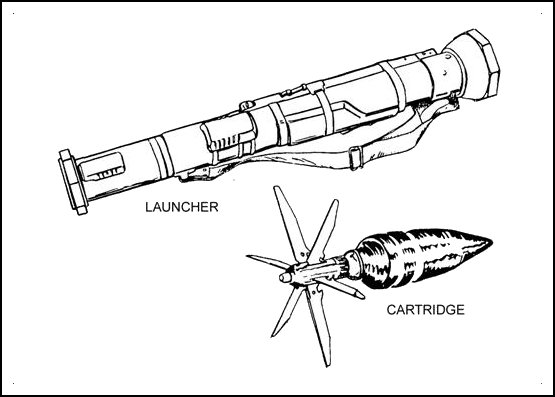
AT-4と砲弾。AT-4の向かって左側が砲口である

AT-4の構造原理は、無反動砲である。前方に射出される砲弾による反動は、発射器後方から砲弾と同じ程度の運動量のガスを放出することで相殺される。射撃時の反動がほとんどないことから、他の構造の個人携行火器では射撃できない大口径の弾薬でも射撃でき、砲自体の軽量化も可能である。この構造の欠点は、射撃時に後方に噴出されるガスによる危険区域があることであり、射手の近くにいる味方や時として射手自身も火傷などを負う危険がある。
この後方爆風の問題は、改良型のAT-4 CSで改善された。この改良型は、射撃時にガスのかわりに発射筒後部に封入した塩水を放出する。この改良によって掩蓋内でも射撃できるようになり、射手は敵火に身をさらすことなく装甲車や戦車を攻撃できるようになった。
射撃の手順は、射手はまず後方の危険区域に味方の人員や機材がないかを確認する。伏せ撃ちの場合ならば、射手は自分の足を危険区域外に置かなければならない。発射器後方の安全ピンを外すと、撃発装置を操作できるようになる。射手が折り畳み式の肩当てを開き、発射器を右肩に担いで、前後照準器の保護カバーをずらすと、それぞれの照準器が起き上がる。後部照準器の後ろに位置する、砲身の左側（射手側）を向いた小レバーを前方へ押し出し、砲身の上側を通って右側へ回転させると撃発装置のばねが圧縮されて発射可能状態となる。射手は左手で砲身を支えるか、砲身の負い紐を握り、最終的な射撃姿勢を取る。そして後部照準器の右側にある赤い安全レバーを右手の人差し指から小指で押し下げつつ、親指でやはり赤い発射ボタンを押し込むと撃発装置が解放されて、砲弾が発射される。照準用のオプションとして夜間照準具も用意されている。AT-4は少ない訓練で使用できる汎用性のある火器で、外面には操作方法についての簡単な説明書きが記されている。訓練用に口径9mmと20mmの曳光弾による訓練キットも用意されている。

## 弾薬
AT-4には何種類か弾薬があるが、単発の使い捨て兵器であり、弾薬は製造時に装填されたもの以外は使用できない。

### HEAT
成形炸薬弾で、420mmの装甲を貫通できる。

### AST（HEDP）
市街戦向けであり、掩体壕や構築物に対して使用される。この信管は瞬発と遅発どちらかに設定できる。
建物の壁面に大きな突入口を空けたり、簡易バンカーを貫通した後バンカー内部で起爆し、爆風でバンカーを丸ごと粉砕するための弾頭である。

### HP
爆発反応装甲や空間装甲に対応するように改良した成形炸薬弾で、極めて高い貫通力を持ち、500-600mmの装甲を貫通できる。

## AT-4 CS

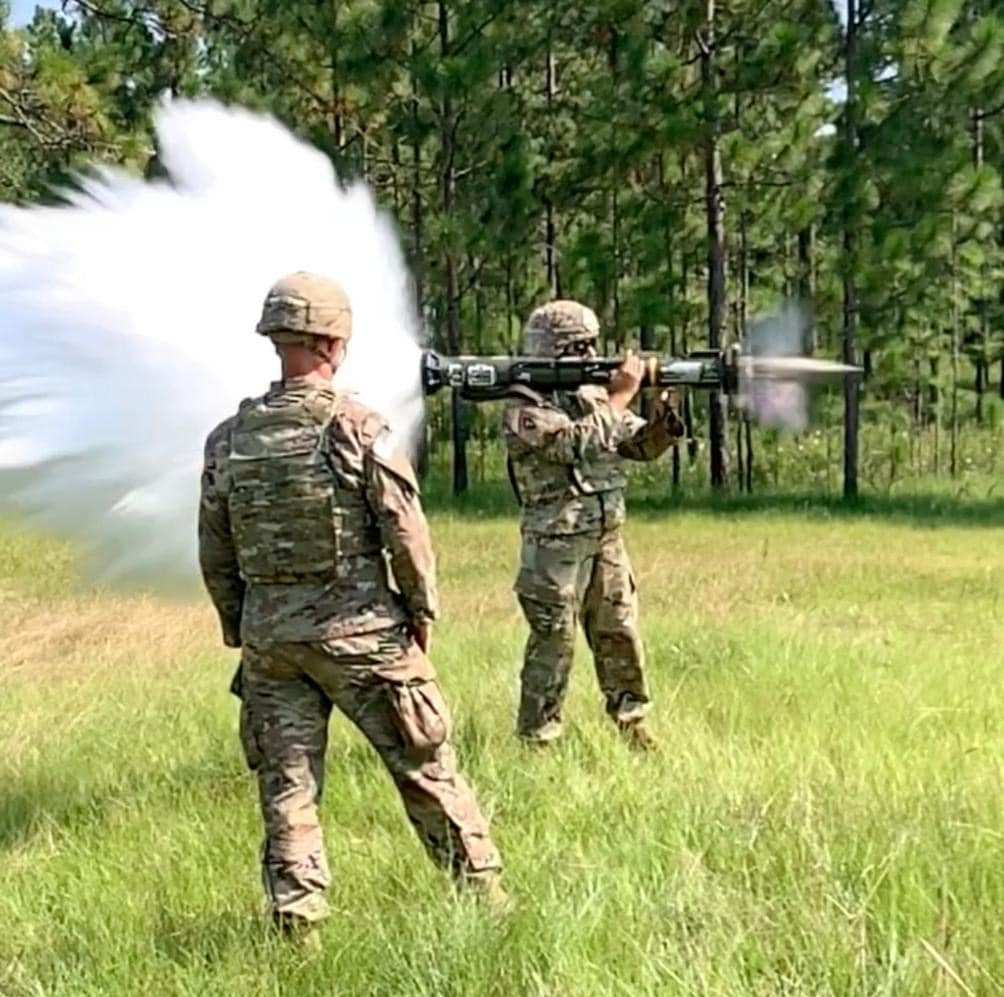
AT-4 CSの射撃時。ランチャー後部から塩水が勢いよく飛散している。

AT-4 CS（Confined Space）は、AT-4の派生型で、市街地戦闘用に設計された。とくに、室内や路地裏といった閉所でのバックブラストの問題に対応するため、クルップ式から下記のようなデイビス式に変更した。
通常型のAT-4は、その後方に排出される爆風のために閉所からの射撃は非常に危険であった。発射器後方15m以内に壁などがあれば、爆風はそれに反射して射手自身に火傷をもたらす危険がある。CS型では放出される爆風に対するカウンター・マスとして、封入されている塩水を飛散させ、爆風を吸収する。塩水は真水より比重の点で有利であり、これにより噴射された蒸気が数mで減衰しやすく、閉所からの射撃時に後方の壁から反射した爆風を射手が受けにくくなり、基本型のAT-4よりもはるかに安全である。また、塩水を含む溶液は凝固点が低いため凍りにくく、さらに他の多くの物質と異なり食塩は温度で溶解度がさほど変わらないため、ある程度の寒冷地でも安定して使用可能である。加えて衝撃を抑えられ、夜間使用時においては派手な発熱・発光をともなうバックブラストで敵に居場所を悟られる可能性も低くなった。

## 運用する国と地域
- アルゼンチン: 特殊部隊はカールグスタフ使用
- ブラジル: カールグスタフも使用
- カナダ: M72 LAW、カールグスタフも使用
- チリ: 多種類の無反動砲も使用
- コロンビア: M72 LAW、APILAS、RPG-22も使用
- デンマーク: M72 LAW、カールグスタフも使用
- ドミニカ共和国: M40無反動砲も使用

- フィンランド: M72 LAWも使用
- フランスABL（Anti Blindé Léger）
- ギリシャ: M72 LAW、カールグスタフ、RPG-18も使用
- インド: カールグスタフも使用
- インドネシア: カールグスタフも使用
- アイルランド: 1997年に「AT4 SRAAW（Short Range Anti Armour Weapon）」の名称で分隊レベルの対戦車火器として制式採用[1]。2025年時点でも運用中[1]。
- ラトビア: カールグスタフも使用

- レバノン: M72 LAW、RPG-7も使用
- リトアニア: M72 LAW、カールグスタフも使用
- マレーシアGGKが使用
- スウェーデンPansarskott m/86
- 台湾: M72 LAW、M40無反動砲も使用
- イギリスL2A1（HP弾頭AT-4 CSのみ）
- アメリカ合衆国M136 AT4
- ベネズエラ: RPG-7も使用

## 登場作品

### 映画・テレビドラマ
『GODZILLA ゴジラ』
アメリカ陸軍兵士がM136を所持。
『Mr.&Mrs. スミス』
ジョン・スミスが使用。
『NCIS 〜ネイビー犯罪捜査班』
第21話「潜入調査」に登場。
『TENET テネット』
終盤の戦闘にて使用されている。
『ガンヘビー 未来戦争』
『劇場版 仮面ライダー555 パラダイス・ロスト』
プロップガンが登場。また、同一のものを流用して『劇場版 仮面ライダー電王&キバ クライマックス刑事』『仮面ライダーオーズ/OOO』などにも登場。
『ジュラシック・ワールド』
インジェン社のセキュリティ部門（ACU）のエージェントが使用し、ヴェロキラプトルを1体爆殺する。
『世界侵略: ロサンゼルス決戦』
エレナ・サントス技能軍曹が、ミサイルに向かってくる無人機を撃墜するのに使用。
『ターミネーター4』
『トゥモロー・ワールド』
『トランスフォーマー/ダークサイド・ムーン』
終盤のディセプティコン戦で使用。センチネル・プライムにダメージを与える。
『トーチウッド 人類不滅の日』
第1話に登場。
『トリプルX』
『ランナウェイ』
『ランボー/最後の戦場』
終盤の戦闘でカレン族反乱軍のビエンが、火力支援に現れたミャンマー海軍の哨戒艇を迎撃するべく仲間と共に用意する。AT-4は一名で運用できるが、仲間が射手を務めるビエンの頭を叩いて射撃準備が整ったことを合図する描写がある。
『ロボコップ2』

『皆殺しのバラッド　メキシコ麻薬戦争の光と闇』（ドキュメンタリー）
ナルコ・コリードの歌手エドガー・キンテロのコンサート会場に登場。実物なのかレプリカなのかは不明。

### アニメ・漫画
『Angel Beats!』
1話で松下が使用。
『ああっ女神さまっ』
スクルドが使用。
『ギルティクラウン』
『キルミーベイベー』
『ゴルゴ13』
21話で使用。
『砂ぼうず』
『絶体絶命でんぢゃらすじーさん』
じーさんが使用。
『魔法少女まどか☆マギカ』
第11話にて暁美ほむらが使用。
『ルパン三世 sweet lost night 〜魔法のランプは悪夢の予感〜』
次元大介が使用。

### ゲーム
『America's Army』
『ArmA: Armed Assault』
『ARMA 2』
『Just Cause 2』
「Rocket Launcher」の名称で登場する。
『SOCOM: U.S. Navy SEALs Portable』
『Wargame Red Dragon』
NATO陣営のアメリカ軍デッキで使用可能な対戦車兵器として登場する。
『カウンターストライクオンライン』
AT-4 CSが登場。
『クラッシュ・バンディクーシリーズ』
クラッシュ・バンディクーが使用。
『ゴーストリコン』
ゴースト隊員が使用。
『コール オブ デューティシリーズ』
『CoD4』
味方兵士が使用するが、プレイヤーは使用できない。
『CoD:MW2』
『CoD4』と違い、プレイヤーも使用できるようになった。
『ゼルダの伝説 トワイライトプリンセス』
ラフレルが使用。
『ソードアート・オンライン フェイタル・バレット』
「バンカーコメット」の名称で登場（武器ランクで名称変化）。尾部と砲口がアレンジされた架空火器である。ストレア、エイジが使用する。
『ダイナマイト刑事』
『バーチャファイター4』
ヴェネッサ・ルイスが使用。
『バトルフィールドシリーズ』
『Project Reality（BF2）』
アメリカ軍・アメリカ海兵隊の兵器としてM136 AT4 CSが登場。また、イギリス軍でも使用されているが、こちらはL2A1 ILAWというイギリス軍制式名称で登場。同様にフランス軍ではABLという制式名称で登場している。
『BFBC』
アメリカ軍工兵の装備としてスコープ付きのものが登場する。
『BFBC2』
工兵の装備としてM136 CSが登場する。
『BF3』
キャンペーンの「OPERATION SWORDBREAKER」に登場。クリスチャン・マコビックが背中に背負っており、敵スナイパーが潜伏するホテルへの攻撃のために主人公のヘンリー・ブラックバーンへ渡され、スナイパーごとホテルの一角を吹き飛ばす。
『BF4』
M136 CSが登場。キャンペーンやマルチプレイの一部フィールドで配置されている物を使用可能。
『バイオハザード RE:2』
「ATM-4」の名称で登場する。
『バイオハザード RE:3』
「無限ロケットランチャー」の名称で登場する。
『パラサイト・イヴ』
『マーセナリーズ2』
『レッドクルシブル2』

### その他
『心のモノローグ』
乃木坂46の21作目シングル『ジコチューで行こう!』の収録曲。ミュージック・ビデオの一場面で、白石麻衣と西野七瀬がお互いをAT4で撃ち合う。弾頭が一直線にではなく、弧を描いて飛ぶように描写されている。